# Лулян
25°01′50″ пн. ш. 103°39′30″ сх. д. / 25.03046° пн. ш. 103.65821° сх. д.
Лулян (кит. 陆良县, пін. Lùliáng Xiàn) — один із повітів КНР у складі префектури Цюйцзін, провінція Юньнань. Адміністративний центр — містечко Чжуншу.

## Географія
Лулян у середньому лежить на висоті близько 1840 метрів над рівнем моря на річці Наньпань — правій твірній Хуншуй (басейн Сіцзяну) — у межах Юньнань-Гуйчжоуського плато.

### Клімат
Повіт знаходиться у зоні, котра характеризується океанічним кліматом субтропічних нагір'їв. Найтепліший місяць — червень із середньою температурою 20,5 °C. Найхолодніший місяць — січень, із середньою температурою 8,1 °С.
| Клімат повіту Лулян                                | Клімат повіту Лулян | Клімат повіту Лулян | Клімат повіту Лулян | Клімат повіту Лулян | Клімат повіту Лулян | Клімат повіту Лулян | Клімат повіту Лулян | Клімат повіту Лулян | Клімат повіту Лулян | Клімат повіту Лулян | Клімат повіту Лулян | Клімат повіту Лулян | Клімат повіту Лулян |
| Показник                                           | Січ.                | Лют.                | Бер.                | Квіт.               | Трав.               | Черв.               | Лип.                | Серп.               | Вер.                | Жовт.               | Лист.               | Груд.               | Рік                 |
| Середній максимум, °C                              | 15,5                | 17,9                | 21,9                | 24,6                | 25,4                | 25,3                | 24,9                | 25                  | 23,5                | 20,8                | 18,3                | 15,1                | 21,5                |
| Середня температура, °C                            | 8,1                 | 10,3                | 14,2                | 17,4                | 19,5                | 20,5                | 20,3                | 19,9                | 18,2                | 15,6                | 11,7                | 8,4                 | 15,3                |
| Середній мінімум, °C                               | 2,5                 | 4,1                 | 7,7                 | 11,3                | 14,7                | 17                  | 17,2                | 16,6                | 14,8                | 12,2                | 7                   | 3,5                 | 10,7                |
| Норма опадів, мм                                   | 25.8                | 16.7                | 23.9                | 31.2                | 97.3                | 167.5               | 174.6               | 125.1               | 78.1                | 70.1                | 29.6                | 18.2                | 858.1               |
| Вологість повітря, %                               | 70                  | 63                  | 57                  | 58                  | 65                  | 76                  | 81                  | 81                  | 80                  | 80                  | 76                  | 75                  | 72                  |
| -------------------------------------------------- | ------------------- | ------------------- | ------------------- | ------------------- | ------------------- | ------------------- | ------------------- | ------------------- | ------------------- | ------------------- | ------------------- | ------------------- | ------------------- |
| Джерело: Дані метеостанції №56788 (КНР, 1991-2020) |                     |                     |                     |                     |                     |                     |                     |                     |                     |                     |                     |                     |                     |